# Langues gouragué
Les langues gouragué sont un groupe de langues afro-asiatiques, formant un continuum linguistique et parlées par les Gouragués.

## Langues
- Langues gouragué septentrionales
  - Kistane
- Langues gouragué orientales
  - Silt’e
  - Wolane
  - Zay
- Langues gouragué occidentales
  - Sebat bet